# Ponte Krymskij
Il ponte Krymskij (in russo Крымский мост?, ovvero Ponte di Crimea) è l'unico ponte sospeso di Mosca.

## Descrizione
Il ponte si trova al centro di Mosca, a circa 1800 metri a sud-ovest del Cremlino e fa parte dell'anello dei giardini, una grande strada circolare realizzata per volere di Stalin che delimita i quartieri più centrali della capitale. Il ponte connette i quartieri di Jakimanka e Chamovniki. Le stazioni della metropolitana più vicine all'opera sono Park Kul'tury-Radial'naja e Kol'cevaja, poste lungo le linee 1 e 5, e le stazioni di Oktjabr'skaja-Kol'cevaja e Radial'naja, poste invece lungo le linee 5 e 6.
L'attuale ponte sospeso in acciaio, lungo 688 metri considerando anche le rampe di collegamento (mentre il ponte vero e proprio è composto da tre campate di 47,25, 168 e 47,25 metri) e largo quasi 40, con le sue 6 corsie (3 per direzione di marcia) rappresenta il punto più stretto di tutto l'anello. L'altezza del ponte è invece poco inferiore ai 30 metri.

## Storia

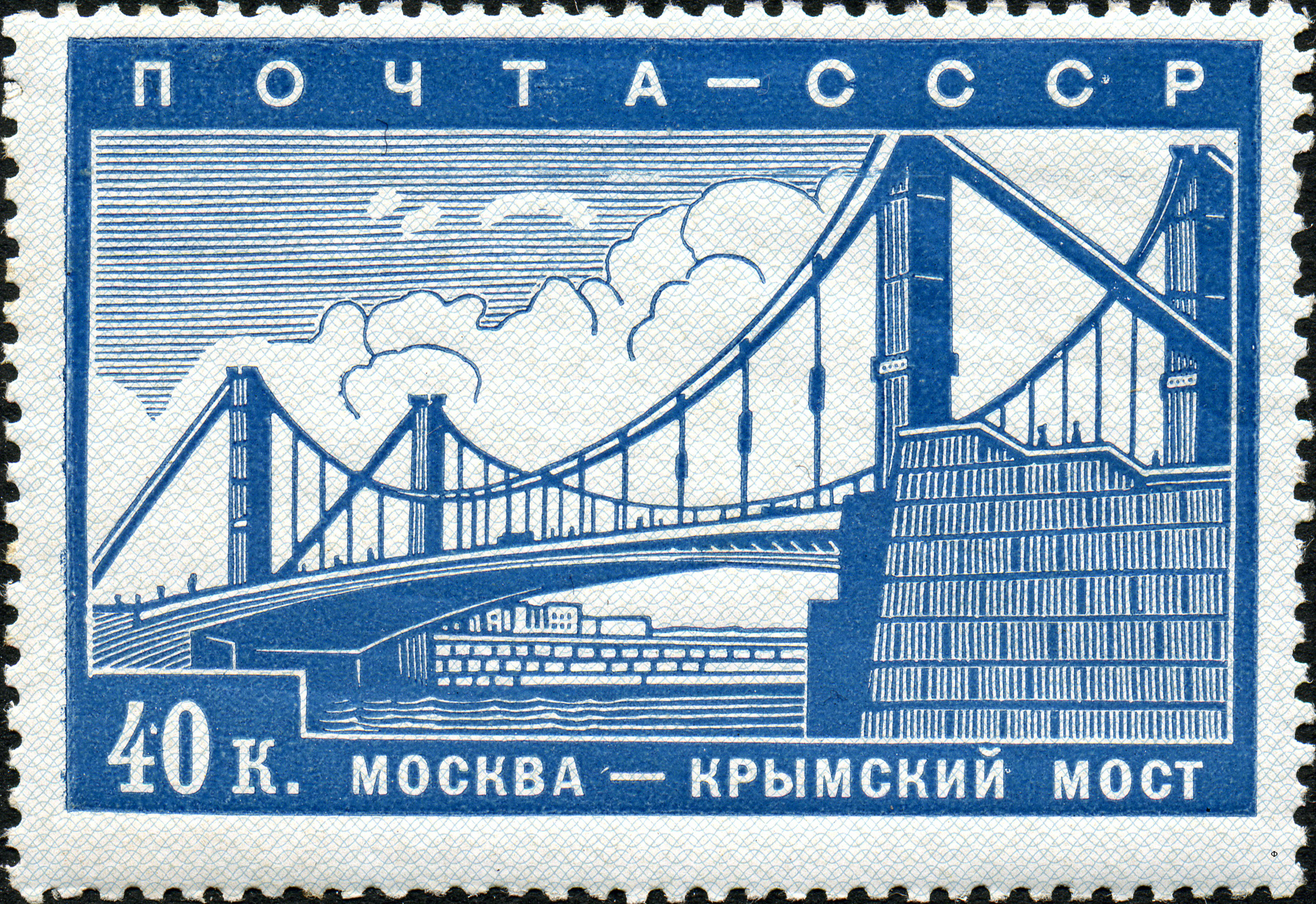
Il ponte in un francobollo sovietico del 1939

Il primo attraversamento della Moscova in questo tratto venne costruito nel 1786, quando venne realizzato un piccolo ponte di barche in legno, con un piccolo spazio centrale che permetteva il passaggio delle barche. Un secolo dopo, nel 1873, venne aperto un primo ponte in acciaio che però era molto spesso congestionato e poco sicuro, tanto che per un periodo fu consentito il traffico ai soli tram. 
L'attuale ponte, facente parte di un enorme progetto di ricostruzione di tutti i ponti di Mosca voluto da Stalin, venne costruito tra il 1936 e inaugurato con una solenne cerimonia il 1º maggio 1938. Durante i lavori di costruzione, il vecchio ponte fu spostato di 50 metri e rimase agibile fino all'inaugurazione di quello nuovo.
Nel 2001 il ponte ha subito importanti lavori di ristrutturazione, che non hanno però comportato la chiusura al traffico.
Durante l'epoca sovietica il ponte è stato oggetto di due emissioni filateliche, apparendo su un francobollo nel 1939 e su un altro nel 1947.